# 開明 (大理)
開明（かいめい）は、中国後大理国の段正淳の時代に使用された元号。1097年 - 1102年。

## 西暦との対照表
| 天授 | 元年   | 2年    | 3年    | 4年    | 5年    | 6年    |
| 西暦 | 1097年 | 1098年 | 1099年 | 1100年 | 1101年 | 1102年 |
| 干支 | 丁丑   | 戊寅   | 己卯   | 庚辰   | 辛巳   | 壬午   |